# FTC Fiľakovo
FTC Fiľakovo là một câu lạc bộ bóng đá Slovakia, đến từ thị trấn Fiľakovo. Câu lạc bộ được thành lập năm 1908.